# Adrian Ioana
Adrian Ioana, né le 18 janvier 1981 à Târgu Jiu, est un mathématicien roumain. Il est professeur à l'université de Californie à San Diego.
Adrian Ioana obtient un baccalauréat universitaire en sciences en mathématiques à l'université de Bucarest en 2003 et complète son doctorat à l'université de Californie à Los Angeles en 2007 sous la supervision de Sorin Popa. Il effectue ensuite un postdoc supervisé par l'Institut de mathématiques Clay à Caltech et rejoint enfin l'université de Californie à San Diego en 2011.
Pour sa contribution à l'algèbre de von Neumann et à la théorie des représentations des groupes, il reçoit en 2012 le prix de la Société mathématique européenne. En 2018, il est invité à titre de conférencier au congrès international des mathématiciens à Rio de Janeiro.